# Leopold Vaverka
Leopold Vaverka (8. února 1894 Erzsébetfalva – 1973) byl československý sportovní funkcionář (starosta DTJ) a politik, meziválečný i poválečný poslanec Národního shromáždění za Československou sociálně demokratickou stranu dělnickou.

## Biografie
Vychodil čtyři třídy reálné školy, následně se v Brně vyučil typografem. Od svého mládí byl aktivní v dělnické tělovýchově, už před první světovou válkou rovněž přispíval články i kresbami do sociálně demokratického tisku. Za války sloužil v rakousko-uherské armádě. V roce 1918 nastoupil do funkce vedoucího redaktora ústředního listu Svazu Dělnických tělocvičných jednot Tělocvičný ruch, později byl hlavním organizátorem osvětové činnosti DTJ. Založil časopisy Náš dorost, Vychovatel a Předvoj. V období let 1936–1939 a 1945–1948 působil na postu starosty Svazu Dělnických tělocvičných jednot v Československu a zastupoval DTJ ve výkonném výboru Socialistické tělovýchovné internacionály.
Podle údajů z roku 1935 byl redaktorem. Bydlel v Praze. Jako starosta DTJ v roce 1936 protestoval proti konání letních olympijských her v Berlíně.
V parlamentních volbách v roce 1935 se stal poslancem Národního shromáždění. Poslanecké křeslo si oficiálně podržel do zrušení parlamentu roku 1939. Krátce předtím ještě v prosinci 1938 přestoupil do poslaneckého klubu nově utvořené Národní strany práce.
Krátce po německé okupaci v roce byl jmenován do výboru Národního souručenství. Už 1. září 1939 ho ale zatklo gestapo a až do konce druhé světové války byl vězněn v koncentračním táboře Sachsenhausen-Oranienburg.
Po válce se vrátil do vlasti a opět se zapojil do politického života. Od června 1945 znovu vykonával funkci starosty DTJ. V období let 1945–1948 byl členem ústředního výkonného výboru ČSSD. Po osvobození byl také v letech 1945-1946 poslancem Prozatímního Národního shromáždění za sociální demokraty, respektive za Ústřední národní tělovýchovný výbor.
V rámci ČSSD patřil mezi odpůrce prokomunistické politiky Zdeňka Fierlingera. Během únorové krize roku 1948 podporoval stanovisko Václava Majera, že by i sociálně demokratičtí ministři měli podat rezignaci. Poté, co komunisté ovládli moc v Československu se Vaverka stáhl z politiky.